# Szent József-plébániatemplom (Dorog)
A dorogi Szent József-plébániatemplom egy katolikus templom a Komárom-Esztergom vármegyei Dorogon, a Hősök terén.

## Története
Az 1701-es visitatio canonica számolt be arról, hogy a 120 hívőből álló plébánia közadakozásból templomot emel Dorogon Szent József tiszteletére. 1735-ben elkészült az első templom, egy fatornyos épület, melyet hamar kinőtt a község.
A mai templom építését 1767-ben kezdték meg. 1775-re lett kész, és Révay Antal püspök szentelte fel. A huszadik század második felében többször is felújították. 1967-ben és '68-ban eredeti seccoit modern freskókra cserélték, majd 1976-ban és 1990-ben külsőleg renoválták.

## Érdekesség
A hajó külső falán 1889-ből származó kőkereszt látható.